# Modellbasierte Versuchsplanung
Die modellbasierte Versuchsplanung (auch nichtlineare Versuchsplanung oder optimale Versuchsplanung (OVP) genannt) ist eine Methode zur Berechnung optimaler Experimente zur quantitativen Beschreibung von Prozessen mithilfe von (nichtlinearen und dynamischen) Modellen. Im Gegensatz zur viel weiter verbreiteten statistischen Versuchsplanung gehen die unbekannten (und zu schätzenden) Modellparameter nicht linear in die Modellgleichungen ein. Häufig handelt es sich bei den Modellen um Differentialgleichungssysteme aus der Nichtlinearen Dynamik.

## Modell-Begriff
Der entscheidende Unterschied zwischen statistischer und modellbasierter Versuchsplanung ist der Modell-Begriff. Die statistische Versuchsplanung modelliert das zu untersuchende System empirisch, indem es einen direkten Zusammenhang zwischen Einfluss- oder Steuer-Größen {\displaystyle q} und Observablen {\displaystyle h} annimmt und folgendermaßen parametrisiert:
{\displaystyle h=\sum _{n}p_{n}q^{n}}
Die modellbasierte Versuchsplanung hingegen führt das Modell allgemeiner als indirekten Zusammenhang zwischen {\displaystyle q} und {\displaystyle h} ein und führt den (System-)Zustand {\displaystyle x=(y,z)} ein.
Dieser Zustand unterliegt im Allgemeinen einer (nichtlinearen) Dynamik und Nebenbedingungen. Man schreibt:
{\displaystyle \mathrm {d} y(t)/\mathrm {d} t=f(t,y,z,p,q)}
{\displaystyle 0=g(t,y,z,p,q)}
{\displaystyle h=h(t,y,z,p,q)}

## Zielfunktionen
Die Versuchsplanung ist ein spezielles Problem der optimalen Steuerung. Am häufigsten wird ein Maß für die Güte der Parameterschätzung optimiert, welches auf einer linearisierten Auswertung des Ergebnisses der Parameterschätzung basiert. Die Auswertung führt auf die Kovarianzmatrix der Parameter {\displaystyle \mathrm {Cov} (p)} und als Maß kommen die folgenden Kriterien zum Einsatz.

### A-Kriterium
Die Spur der Kovarianzmatrix, {\displaystyle A=\mathrm {tr} (\mathrm {Cov} (p))}.

### E-Kriterium
Der größte Eigenwert der Kovarianzmatrix.

### Geometrische Interpretation der Kriterien
Die Kovarianzmatrix der Parameter lässt sich durch ein Konfidenzellipsoid im Parameterraum darstellen. Dann entspricht das A-Kriterium der mittleren Ausdehnung des Ellipsoids und das E-Kriterium der Länge der größten Halbachse.

## Anwendungsbeispiele

### Chemische Reaktionskinetik
Chemische Reaktionen kann man durch Ratengleichungen darstellen. Die einfache Reaktion {\displaystyle A\rightarrow B} wird durch die Differentialgleichung {\displaystyle \mathrm {d} c_{A}(t)/\mathrm {d} t=-kc_{A}(t)} beschrieben. Dabei ist der Ratenkoeffizient {\displaystyle k} nach Arrhenius exponentiell von der Temperatur abhängig: {\displaystyle k=k_{a}\exp(-\beta E_{a})}, wobei {\displaystyle \beta } die inverse thermische Energie abkürzt: {\displaystyle \beta =(RT)^{-1}}. Entscheidend ist nun, dass der Parameter {\displaystyle E_{a}}, die Aktivierungsenergie, nichtlinear in die Gleichungen eingeht. Damit kann die statistische Versuchsplanung hier so nicht angewendet werden (z. B. liegen die optimalen Experimente nicht mehr in den Ecken des Versuchsraumes).

## Software
Zurzeit gibt es nur zwei Pakete, die die beschriebene Methode in eine verfügbare Software umsetzen:
- gPROMS ist eine kommerzielle Software des Herstellers PSE
- VPLAN ist eine akademische Software basierend auf den Entwicklungen von Stefan Körkel, Irene Bauer, Hans-Georg Bock und Johannes Schlöder (S. Körkel, I. Bauer, H. G. Bock, J. P. Schlöder. A sequential approach for nonlinear optimum experimental design in DAE systems. In F. Keil, W. Mackens, H. Voss, and J. Werther (eds.), Scientific Computing in Chemical Engineering II, Volume 2, Springer Verlag, Berlin, Heidelberg, 1999)